# Tvättfat

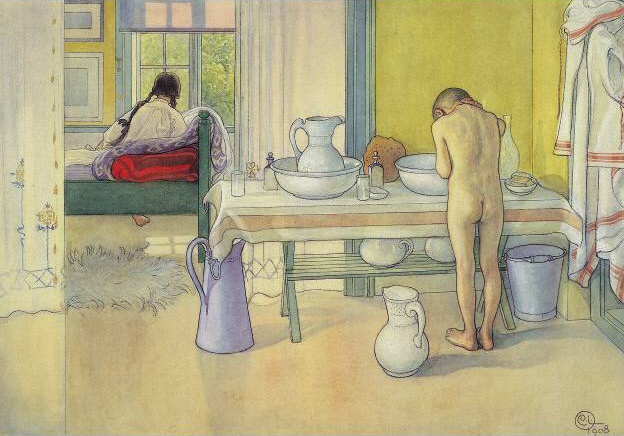
Tvättfat och kannor på en akvarell av Carl Larsson.

Hygienartiklar, tvättfat och vattenkrus placerade på en lavoar i Hallwylska museet.

Ett tvättfat är ett lågt, öppet och oftast rund balja som används för tvätt av händer och ansikte. 
Tvättfatet kan vara av emaljerad eller förzinkad stålplåt, porslin eller plast. Tvättfat användes mest innan rinnande vatten blev vanligt i hemmen, därefter ersattes det av tvättstället.